# Дальній порядок
Да́льній поря́док (англ. long-range order) — регулярне розташування структурних одиниць (наприклад атомів, молекул) у всьому кристалічному тілі незалежно від відстані.
В описі надструктур та кристалічних тіл — упорядкування атомів або молекул на відстані 104—105 елементарних комірок.